# Unterseeboot U-142 (1918)
Pour les autres navires du même nom, voir Unterseeboot 142.
L'Unterseeboot U-142 est un croiseur sous-marin de la marine impériale allemande. Commandé par le Korvettenkapitän Erich Eckelmann, il a été mis en service à la veille de l’armistice, à la fin de la Première Guerre mondiale, puis il a été ramené au chantier naval. Eckelmann avait auparavant commandé le croiseur sous-marin U-155.

## Conception
L'U-142 est, à ce jour (2024) le plus grand sous-marin de combat jamais mis en service par la marine allemande. Il surpasse les plus grands U-boote type X de la Seconde Guerre mondiale. Le sous-marin était considéré comme un croiseur submersible. L'U-142 possédait, en plus de ses six tubes lance-torpilles et sa réserve allant jusqu’à 24 torpilles, une artillerie relativement puissante avec plusieurs canons de pont. Il était donc adapté à la guerre sous-marine sans restriction et à la guerre au commerce pour faire des prises. Un équipage de prise, composé d’un officier et de 20 hommes, devait permettre la prise de contrôle éventuelle des navires marchands. Ce développement est cependant arrivé trop tard pour avoir un impact sur l’issue de la guerre.

## Commandants
- Korvettenkapitän Erich Eckelmann[3]  : du 10 au 11 novembre 1918.